# Луїс Армандо Хосе Лекарос де Коссіо
Луїс Армандо Хосе Лекарос де Коссіо (Armando Lecaros de Cossio) (12 лютого 1943 — 19 січня 2015) — перуанський дипломат. Надзвичайний і Повноважний Посол Перу в Україні (1993—1995).

## Життєпис
У 1968 році розпочав свою дипломатичну службу на посаді третього секретаря Посольства Перу в Мексиці. Працював у посольствах Перу в Манагуа та в Гавані.
У 1984—1986 рр. — співробітник посольства в Австралії.
У 1986—1988 рр. — співробітник посольства Перу в Нікарагуа.
У 1988—1990 рр. — завідувач канцелярії боротьби з тероризмом і незаконним обігом наркотиків у Лімі.
У 1990—1991 рр. — Надзвичайний і Повноважний Посол Перу в СРСР.
У 1991—1995 рр. — Надзвичайний і Повноважний Посол Перу в РФ.
У 1993—1995 рр. — Надзвичайний і Повноважний Посол Перу в Україні за сумісництвом.
У 1997—2000 рр. — Надзвичайний і Повноважний Посол Перу в Іспанії.
У 2000—2001 рр. — Надзвичайний і Повноважний Посол Перу в Мексиці.
У 2001—2003 рр. — Надзвичайний і Повноважний Посол Перу у Великій Британії.
У 2005—2006 рр. — Надзвичайний і Повноважний Посол Перу в Іспанії.
Був заступником Міністра закордонних справ Перу.